# Зубиха
Зубиха (рос. Зубиха) — присілок в Палехському районі Івановської області Російської Федерації.
Населення становить 58 осіб. Входить до складу муніципального утворення Майдаковське сільське поселення.

## Історія
Від 2005 року входить до складу муніципального утворення Майдаковське сільське поселення.

## Населення
| 1859 | 1905 | 2010 |
| ---- | ---- | ---- |
| 213  | ↘204 | ↘58  |